# Сахнівська сільська рада (Менський район)
Сахнівська сільська́ ра́да — адміністративно-територіальна одиниця та орган місцевого самоврядування в Менському районі Чернігівської області. Адміністративний центр — село Сахнівка.

## Загальні відомості
Ленінівська сільська рада утворена у 1920 році.
- Територія ради: 82,395 км²
- Населення ради: 1 342 особи (станом на 2001 рік)

## Населені пункти
Сільській раді підпорядковані населені пункти:
- с. Сахнівка
- с. Кам'янка
- с. Климентинівка
- с. Лугове
- с. Святі Гори
- с. Яськове

## Склад ради
Рада складається з 14 депутатів та голови.
- Голова ради: Джима Віктор Васильович
- Секретар ради: Миронекнко Лариса Федорівна

### Керівний склад попередніх скликань
| Прізвище, ім'я, по батькові | Основні відомості                                                         | Дата обрання | Дата звільнення |
| --------------------------- | ------------------------------------------------------------------------- | ------------ | --------------- |
| Вовк Валентина Леонтіївна   | Сільський голова, 1953 року народження, член Народної партії              | 26.03.2006   | 01.10.2008      |
| Джима Віктор Васильович     | Сільський голова, 1967 року народження, освіта вища, член Народної партії | 15.03.2009   | 31.10.2010      |
| Джима Віктор Васильович     | Сільський голова, 1967 року народження, освіта вища, член Народної партії | 31.10.2010   |                 |

Примітка: таблиця складена за даними сайту Верховної Ради України

### Депутати
За результатами місцевих виборів 2010 року депутатами ради стали:

#### За суб'єктами висування
| Суб'єкт висування                 | Кількість обраних депутатів | %    |
| --------------------------------- | --------------------------- | ---- |
| Партія регіонів                   | 10                          | 71,4 |
| Політична партія «Сильна Україна» | 2                           | 14,3 |
| Комуністична партія України       | 1                           | 7,1  |
| Соціалістична партія України      | 1                           | 7,1  |

#### За округами
| № округу                          | Прізвище, ім'я, по батькові  | Дата визнання обраним | Освіта             | Партійна приналежність                  | Відомості про обраного депутата                                    |
| --------------------------------- | ---------------------------- | --------------------- | ------------------ | --------------------------------------- | ------------------------------------------------------------------ |
| Комуністична партія України       |                              |                       |                    |                                         |                                                                    |
| 9                                 | Кот Володимир Калістратович  | 03.11.2010            | середня            | член Комуністичної партії України       | тимчасово не працює                                                |
| Партія регіонів                   |                              |                       |                    |                                         |                                                                    |
| 1                                 | Лисенко Валентина Вікторівна | 03.11.2010            | середня            | позапартійна                            | ПП «Магула Г. М.», прдавець                                        |
| 2                                 | Савкіна Надія Василівна      | 03.11.2010            | середня спеціальна | член Партії регіонів                    | Сахнівський фельдшерсько-акушерський пункт, завідувачка            |
| 3                                 | Хуторна Валентина Григорівна | 03.11.2010            | середня спеціальна | позапартійна                            | Сахнівський фельдшерсько-акушерський пункт, молодша медична сестра |
| 4                                 | Мироненко Алла Миколаївна    | 03.11.2010            | середня спеціальна | член Партії регіонів                    | Сахнівська загальноосвітня школа I-III ст., прибиральниця          |
| 6                                 | Житник Галина Сергіївна      | 03.11.2010            | вища               | позапартійна                            | Ленінівська сільська рада, бухгалтер                               |
| 7                                 | Мироненко Лариса Федорівна   | 03.11.2010            | вища               | позапартійна                            | Ленінівська сільська рада, секретар                                |
| 8                                 | Кулик В'ячеслав Іванович     | 03.11.2010            | вища               | позапартійний                           | Сахнівська загальноосвітня школа I-III ст., вчитель                |
| 10                                | Гришай Володимир Антонович   | 03.11.2010            | середня спеціальна | позапартійний                           | Климентинівський сільський клуб, завідувач                         |
| 11                                | Захарченко Микола Михайлович | 03.11.2010            | вища               | член Партії регіонів                    | тимчасово не працює                                                |
| 13                                | Остапенко Михайло Іванович   | 03.11.2010            | середня            | член Партії регіонів                    | тимчасово не працює                                                |
| Політична партія «Сильна Україна» |                              |                       |                    |                                         |                                                                    |
| 5                                 | Хуторна Ксенія Іванівна      | 03.11.2010            | середня            | член Політичної партії «Сильна Україна» | ПП «Магула Г. М.», продавець                                       |
| 14                                | Дунай Михайло Степанович     | 03.11.2010            | середня            | позапартійний                           | тимчасово не працює                                                |
| Соціалістична партія України      |                              |                       |                    |                                         |                                                                    |
| 12                                | Колесник Надія Олексіївна    | 03.11.2010            | середня            | член Соціалістичної партії України      | пенсіонер                                                          |